# Schmidtea mediterranea
Schmidtea mediterranea is een platworm (Platyhelminthes). De worm is tweeslachtig. De soort leeft in of nabij zoet water.
Het geslacht Schmidtea, waarin de platworm wordt geplaatst, wordt tot de familie Dugesiidae gerekend. De wetenschappelijke naam van de soort werd, als Dugesia mediterranea, voor het eerst geldig gepubliceerd in 1975 door Benazzi, Baguna, Ballester & del Papa.